# Illa de la Plata

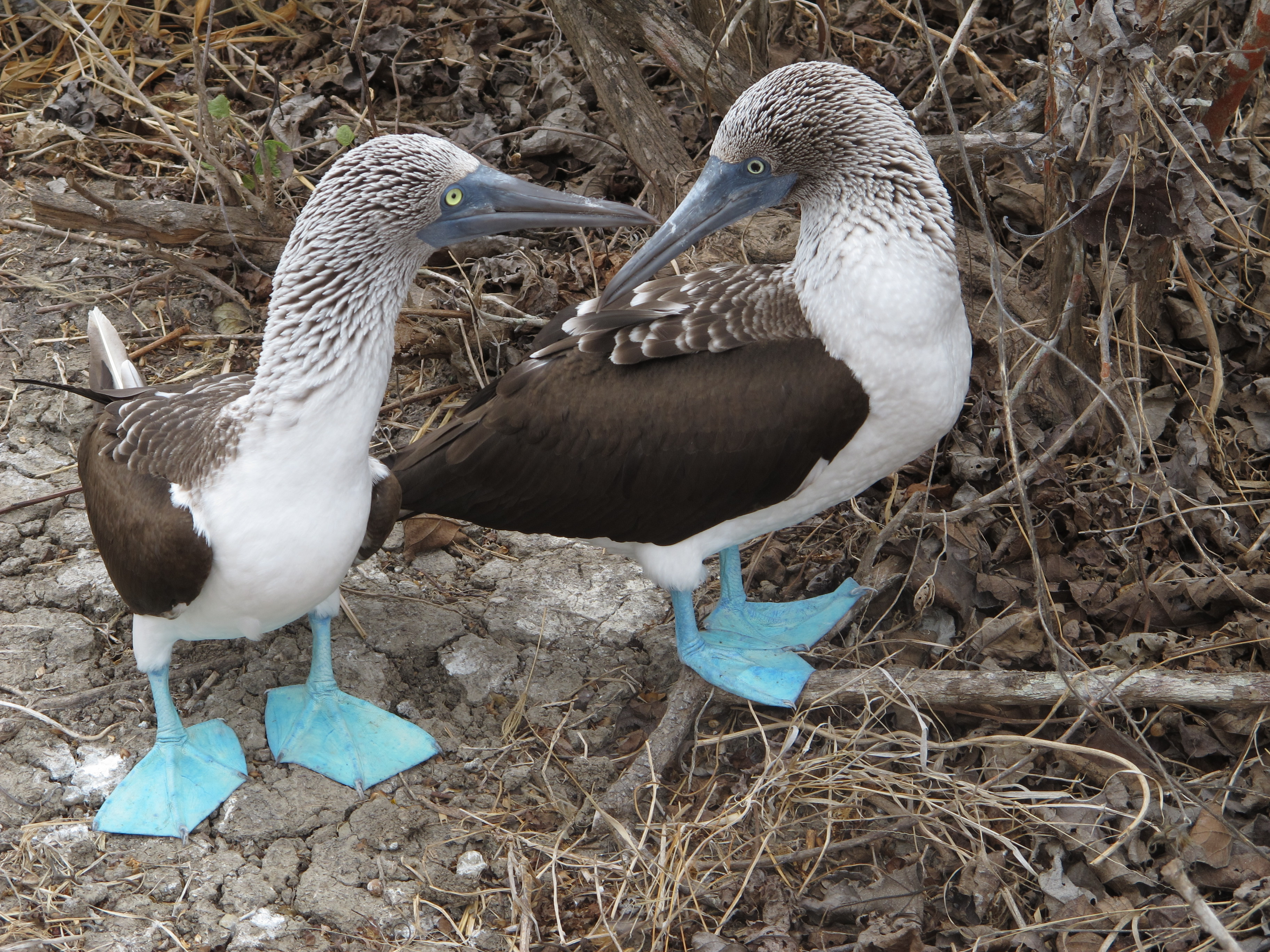
Dos mascarells camablaus, un mascle i una femella (dreta), se'ls distingeix perquè la femella té la pupil·la de l'ull més dilatada.

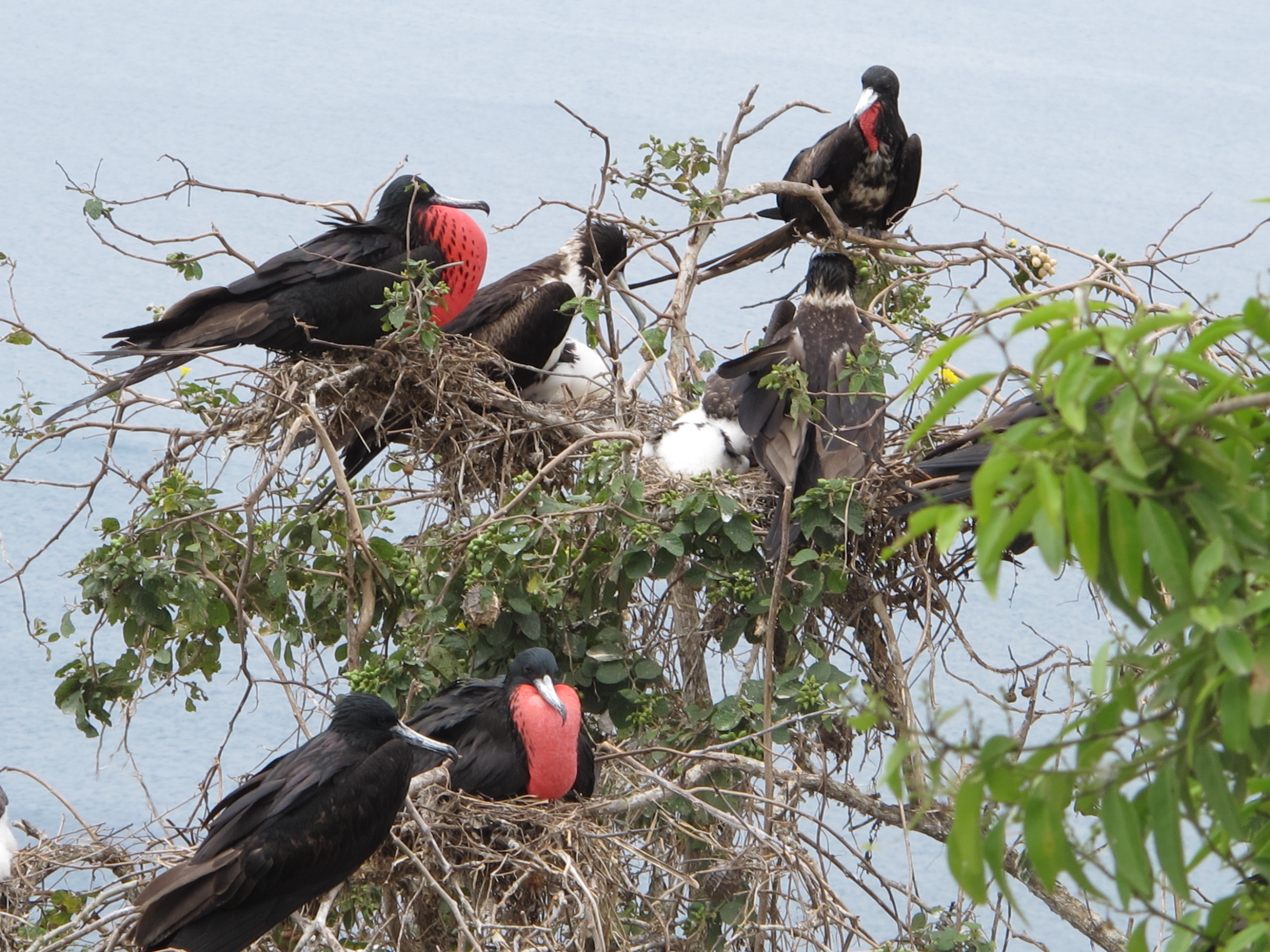
Fragates a l'Illa de la Plata, el mascle té un sac gular que pot inflar per atreure les parelles.

L'illa de la Plata es una petita illa situada davant de la costa de Manabí, a l'Equador, la qual forma part del Parc nacional de Machalilla. El seu nom prové d'una llegenda on s'explicava que suposadament Sir Francis Drake va amagar a l'illa els tresors arrabassats als espanyols. Es pot arribar aquí en barca des de la ciutat de Puerto López, la qual està situada a uns 40 kilometres.
A l'illa es pot trobar una important biodiversitat. Per exemple, hi habiten diverses espècies de mascarells com el mascarell camablau (Sula nebouxii), el mascarell camaroig (Sula sula), el mascarell de Nazca (Sula granti). A més a més també s'aprecien diverses espècies d'aus com la fregata, lleons marins sud-americans (Otaria flavescens), dofins tacats tropicals (Stenella attenuata), aquests últims es poden trobar per les aigües pròximes a l'illa.
L'illa va ser visitada l'any 1684 per William Dampier, el qual la va registrar com un dels habitats de les tortugues marines gegants.